# Marie-Christine Autant-Mathieu
Pour les articles homonymes, voir Autant et Matthieu.
Marie Christine Autant-Mathieu est historienne du théâtre russe et soviétique.

## Biographie
Chargée, puis directrice de recherches au CNRS, elle a fait ses débuts au Laboratoire de recherches sur les arts du spectacle, dirigé par Denis Bablet.
Spécialiste du théâtre russe et soviétique (mise en scène, dramaturgie, jeu de l’acteur, en particulier le Système de Stanislavski et ses ramifications en Russie et aux États-Unis), elle a élargi son champ de recherches à l’écriture dramatique contemporaine et travaille depuis quelques années sur la question des transferts culturels Russie-États-Unis dans le domaine des théories du jeu au théâtre. Par la mise en place de programmes de coopération et la direction de travaux de recherche internationaux (sur les échanges théâtraux franco-russes au XXe siècle, le rayonnement international du Théâtre d'art de Moscou, les communautés artistiques du XXe siècle, la fabrique du « soviétique » dans les arts et la culture), elle interroge la question de la spécificité des esthétiques et de leur réception, dans des contextes culturels divers et à des époques marquées par les déplacements et les transferts (guerres, émigration, répression).

## Publications

### Ouvrages
- (dir.), Écrire pour le théâtre : les enjeux de l'écriture dramatique, Paris, CNRS éditions, coll. Arts du spectacle/Spectacles, histoire, société, 1995, 199 p.  (ISBN 2-271-05338-2)
- Le Théâtre de Boulgakov, Lausanne, L’Âge d'Homme, coll. ThXX, 2000, 384 p., 65 ill.  (ISBN 2-8251-1422-7).
- (dir.), Le Théâtre d’Art de Moscou. Ramifications, voyages, Paris, CNRS éditions, coll. Arts du spectacle/Spectacles, histoire, société, 2005, 350 p., 129 ill.  (ISBN 2-271-063558).
- K. Stanislavski, La Ligne des actions physiques. Répétitions et exercices, Montpellier, L’Entretemps, coll. Les Voies de l’acteur, 2007, 364 p., 25 ill.  (ISBN 978-2-912877-67-3).
- (dir.), Mikhaïl Tchekhov/Michael Chekhov, De Moscou à Hollywood. Du théâtre au cinéma, Montpellier, L’Entretemps, 2009, 527 pages, 152 ill.  (ISBN 978-2-912877-03-1). The Routledge Companion to Michael Chekhov (co-ed. with Yana Meerzon), Routledge, 2015.
- (dir.), Les Nouvelles Écritures russes, Pézenas, Domens, coll. Les Cahiers de la Maison Antoine Vitez, 2010, 223 pages, 29 ill.  (ISBN 978-2-35780-025-0).
- Le Théâtre soviétique après Staline, Paris, Institut d’Études slaves, 2011, 520 p., 130 ill., rééd. révisée et complétée  (ISBN 978-2-7204-0479-5)
- K. Stanislavski, Correspondance (1884-1938), textes réunis, traduits, présentés et annotés, Paris, Eur’ORBEM éditions, coll. « Textes », 2018, 672 pages, 104 ill.  (ISBN 979-1096982042).
- Le Système de Stanislavski. Genèse, histoire et interprétations d'une pratique du jeu de l'acteur, Paris, Eur'ORBEM éditions, coll. "Cultures et Sociétés", 2022, 390 pages, 70 ill.  (ISBN 979-1096982288).

### Dossiers
- Russie, textes rassemblés et présentés dans Théâtre/Public, Gennevilliers, no 116, mars-avril 1994.
- Stanislavski /Tchekhov, Alternatives théâtrales, no 87, Bruxelles, novembre 2005.
- Du spirituel au théâtre et au cinéma, La Revue russe, no 29, Paris, 2007.